# Magnolia virolinensis
Magnolia virolinensis este o specie de plante din genul Magnolia, familia Magnoliaceae. A fost descrisă pentru prima dată de Gustavo Lozano-Contreras, și a primit numele actual de la Rafaël Herman Anna Govaerts. A fost clasificată de IUCN ca specie vulnerabilă. Conform Catalogue of Life specia Magnolia virolinensis nu are subspecii cunoscute.